# José Ramón López
José Ramón López Díaz-Flor (* 22. November 1950 in Ceuta) ist ein ehemaliger spanischer Kanute.

## Erfolge
José Ramón López gehörte bei den Olympischen Spielen 1976 in Montreal zum spanischen Aufgebot im Vierer-Kajak auf der 1000-Meter-Strecke. Mit Herminio Menéndez, José María Esteban und Luis Gregorio Ramos gelang ihm nach Siegen in den Vorläufen und Halbfinalläufen die Qualifikation für das Finale. Dort mussten sich die Spanier lediglich dem sowjetischen Vierer geschlagen geben und gewannen somit die Silbermedaille.
Weitere Medaillen gewann López vor allem mit dem Vierer-Kajak bei Weltmeisterschaften. Bereits 1975 wurde er in Belgrad mit diesem Weltmeister, die Besatzung bestand dabei aus denselben Kanuten, die ein Jahr darauf olympisches Silber gewannen. 1977 belegte er über 500 und auch über 1000 Meter jeweils den dritten Platz. Erneut in Belgrad folgten 1978 eine Silbermedaille über 500 Meter sowie eine Bronzemedaille über die 1000-Meter-Distanz. Eine weitere Bronzemedaille gewann López im Einer-Kajak mit der 4-mal-500-Meter-Staffel bei den Weltmeisterschaften 1975. Bei den Mittelmeerspielen 1979 in Split sicherte sich López mit dem Vierer-Kajak sowohl über 500 Meter als auch über 1000 Meter die Goldmedaille.